# Helina veniseta
Helina veniseta är en tvåvingeart som beskrevs av Carroll William Dodge 1967. Helina veniseta ingår i släktet Helina och familjen husflugor. Inga underarter finns listade i Catalogue of Life.